# Бамбукови
Бамбуковите (Bambusoideae) са подсемейство вечнозелени растения от семейство житни (Poaceae). Родината им е Източна Азия и Южна Азия като са известни повече от 1600 вида бамбук. Това са бързорастящи растения – рекордът е 120 cm на денонощие, а височината им достига до 40 метра. Понякога образуват гъсти непроходими гори. Използат се като строителен материал заради здравината си и като материал за изработка на различни съдове, сувенири и пр. В някои страни на Южна Азия от бамбук се произвежда специална хартия. Използва се и като декоративно растение в парковете.

## Морфологични особености
Многото видове бамбук се групират в две основни групи според характера на кореновата си система:
- Първата основна група има прибрана (съсредоточена) коренова система – новите пролетни издънки поникват съвсем близо до снопа стебла, от чиито корени произлизат. Това е предпоставка за образуване на изключително гъсти, практически непроходими храстовидни струпвания. Не са подходящи за жив плет – всеки посаден храст е тесен долу и се разширява нагоре, оставяйки големи празнини между отделните насаждения.

20-годишна горичка от „бягащ“ бамбук може да покрие площ от 0,4 хектара и повече, а туфа „прибран“ бамбук на същата възраст достига от 8 до 16 m в диаметър.
Инвазивният бамбук има много повече положителни черти, отколкото недостатъци. „Бягащата“ коренова система при тези видове води до създаване на горички с по-рядко разположени стволове – идеални за залесяване на ерозиращи и обезлесени терени. Най-вероятно масовото залесяване с инвазивен бамбук на пустеещите голи терени в световен мащаб ще е разковничето за елиминиране на излишъците от въглероден диоксид в атмосферата.
За разлика от повечето дървесни растителни видове, които увеличават органичната си маса с 3 до 5% на година, бамбукът (тревист вид) складира атмосферния въглероден диоксид изключително ефективно, увеличавайки с до 30% годишно биомасата си.
Новопосаденият бамбук се установява трайно за около 3 години. Запознати препоръчват разреждането (оползотворяването, жъненето) на ново насаждение да не става преди 9 – 10 години след засаждането, докато то успее да развие достатъчно мощна коренова система. Натрупаните в добре развита коренова система резерви гарантират пролетното възстановяване на бамбука, дори ако цялата му надземна част да е била ожъната за материал или измръзнала през някоя рядко сурова зима.
Бамбуковите масиви не са напълно ефективни в усвояването на атмосферния въгледвуокис, ако не се разреждат периодично – докладват научни изследвания. Пълното изсичане на бамбукова гора не е препоръчително.
Освен видовете виреещи в тропика съществуват голям брой студоустойчиви разновидности бамбук подходящи за умерен климат. Те обикновено биват класифицирани според най-ниската температура, която даден вид може да издържи през зимата (някои видове издържат и под -20 °C).
Основателен е и въпросът какво средногодишно количество валежи е необходимо, за да вирее бамбукът? Някои автори сочат 400 mm годишни валежи като долна граница (необходимия минимум), за да се развива бамбукът добре. Естествено от особена важност са именно пролетните валежи.

## Употреба на бамбука
Повечето видове бамбук имат кухи стволове. Съдържанието на силикати в стеблата им придава висока якост – в същото време бамбукът е близо 10 пъти по-лек от желязото, което го прави подходящ материал за различни приложения.
Бамбукът намира широка употреба в човешката дейност. Строителните скелета от бамбукови пръти могат да достигнат десетки метри височина. Освен че са много по-леки от железните си аналози, водят до спестяване на скъпите стоманени тръби. В Китай и Далечния изток бамбукът е залегнал в традициите и всички сфери на живот още от хилядолетия. Бамбукът имал (а има и до днес) многофункционално приложение – съпровождал е хората през целия им жизнен цикъл, като е служел за храна, оръжие, лекарство, за писане на бамбукови свитъци на ранни писмени записи, хартия, музикални инструменти, играчки, беседки, мостове, напоителни канали, огради, мебели, настилки, фенери, съдове за хранене, шапки, обувки, лодки и какво ли още не. От бамбук и до днес се правят предмети на бита и занаятите, като мебели и подови настилки. В исторически план върху бамбук са се майсторели произведенията на изкуството – класическите рисунки, калиграфия и стихове.

## Участие на бамбука в предотвратяване на глобалното затопляне
Залесяването на пустеещите територии (в частност – с бамбук) е ефикасно средство срещу сушите и превръщането на плодородни площи в пустини. Кореновата система на горите служи като буфер при обилни валежи, предпазва почвите по наклонените терени от отмиване (ерозия), а самата гориста растителност предпазва почвата от изсушаване под влияние на жаркото слънце.
Засаждането на бамбукови гори е едно от възможните противодействия на масовото обезлесяване в страни като България. Твърде високите цени на отоплението базирано на електричество, централно парно, газ и течно гориво, кара много хора да преминат на твърдо гориво. Така въздухът в градовете, където концентрацията на домакинства е много висока, се пресища със сажди, въгледвуокис, силно токсичния въглероден окис и други неприятни продукти от горенето на дърва и въглища. Има предложения празните тревисти площи в градовете да се засаждат с бамбук (особено между пътни платна и до тях) – това чувствително ще подобри състава на въздуха, който хората дишат.

## Отглеждане
Бамбукът е сравнително лесно растение за отглеждане. Необходимо е де се съхранява в чаша с пясък или малки камъчета (отнася се за малък размер бамбук-декоративен). Полива се обилно, а пясъка не трябва да изсъхне. Водата, с която трябва да бъде поливано, е нужно да е минимум 1 нощ престояла. Бамбук можете да отглеждате в саксия или ваза. Ако изберете варианта със саксията, то почвата не е необходимо да е специална, но трябва да има добър дренаж. Ако пък се спрете на варианта да отглеждате бамбук във ваза е добре да знаете, че водата се сменя на 10 дни и се добавят подходящи торове за този вид растение. Бамбукът расте бавно и трябва търпение, за да се насладите на много стръкчета. Подходящата температура е 20 до 25 градуса. Когато времето е топло, бамбукът изисква редовно поливане, но не трябва да задържа вода. През студените месеци се полива, когато почвата е суха. Периодът на пресаждане е на 2 години, като най-подходящият сезон за пресаждане е пролетта.

## Класификация
Бамбукови
- Триб Olyreae
  - Род Olyra
- Триб Arundinarieae
  - Род Acidosasa
  - Род Arundinaria
  - Род Ampelocalamus
  - Род Chimonocalamus
  - Род Drepanostachyum
  - Род Fargesia
  - Род Ferrocalamus
  - Род Gaoligongshania
  - Род Gelidocalamus
  - Род Indocalamus
  - Род Oligostachyum
  - Род Pleioblastus
  - Род Pseudosasa
  - Род Sasa
  - Род Thamnocalamus
- Триб Bambuseae
  - Подтриб Arthrostylidiinae
    - Род Actinocladum
    - Род Alvimia
    - Род Apoclada
    - Род Arthrostylidium
    - Род Athrostachys
    - Род Atractantha
    - Род Aulonemia
    - Род Colanthelia
    - Род Elytrostachys
    - Род Glaziophyton
    - Род Merostachys
    - Род Myriocladus
    - Род Rhipidocladum

  - Подтриб Bambusinae
    - Род Bambusa - бамбук
    - Род Bonia
    - Род Dendrocalamus
    - Род Dinochloa
    - Род Gigantochloa
    - Род Holttumochloa
    - Род Kinabaluchloa
    - Род Klemachloa
    - Род Melocalamus
    - Род Sphaerobambos
    - Род Thyrostachys

  - Подтриб Chusqueinae
    - Род Chusquea
    - Род Neurolepis

  - Подтриб Guaduinae
    - Род Criciúma
    - Род Eremocaulon
    - Род Guadua
    - Род Olmeca
    - Род Otatea

  - Подтриб Melocanninae
    - Род Cephalostachyum
    - Род Davidsea
    - Род Dendrochloa
    - Род Melocanna
    - Род Neohouzeaua
    - Род Ochlandra
    - Род Pseudostachyum
    - Род Schizostachyum
    - Род Teinostachyum

  - Подтриб Nastinae
    - Род Decaryochloa
    - Род Greslania
    - Род Hickelia
    - Род Hitchcockella
    - Род Nastus
    - Род Perrierbambus

  - Подтриб Thamnocalaminae
    - Род Ampelocalamus
    - Род Borinda
    - Род Chimonocalamus
    - Род Drepanostachyum
    - Род Fargesia
    - Род Himalayacalamus
    - Род Sinarundinaria
    - Род Thamnocalamus
    - Род Yushania

  - Подтриб Racemobambosinae
    - Род Racemobambos

  - Подтриб Shibataeinae
    - Род Chimonobambusa
    - Род Indosasa
    - Род Hibanobambusa
    - Род Indosasa
    - Род Phyllostachys
    - Род Qiongzhuea
    - Род Semiarundinaria
    - Род Shibataea
    - Род Sinobambusa
    - Род Temburongia